# 雨宮次生
雨宮 次生（あめみや つぎお、1937年（昭和12年） - 2020年（令和2年））は、日本の医学者。専門は眼科学。長崎大学医学部眼科学教室第11代教授。長崎大学名誉教授。

## 人物・経歴
1956年（昭和31年）、静岡県立静岡高等学校卒業。京都大学医学部眼科学教室を経て、長崎大学助教授。1987年（昭和62年）長崎大学医学部眼科学教室第11代教授。長崎大学大学院医歯薬学総合研究科教授。退職して、長崎大学名誉教授。

## 著書
- 『眼病理学総論 ; 眼病理学各論』 丸善 2013
- 『長崎県の眼疾患』 津田恭央 共著	長崎大学大学院眼科学・視覚科学教室 2003.3
- 『眼部腫瘍電子顕微鏡アトラス』 雨宮次生, 芦忠陽, 北岡隆 編著 金原出版 2003.3
- 『現代病理学大系』 飯島宗一 ほか責任編集 中山書店 1991.6
- 『The eye and nutrition : morphological aspects』 Tsugio Amemiya Nova Biomedical Books 2007
- 『Retinal and choroidal vascular changes and systemic diseases in rats : corrosion cast and scanning electron microscopy』 Tsugio Amemiya Springer-Verlag　2003